# Liceo Melchiorre Gioia
Il liceo "Melchiorre Gioia" di Piacenza è un liceo classico, scientifico e linguistico del distretto scolastico n. 1 della Provincia di Piacenza, le cui origini risalgono al XVI secolo.

## Storia
Già dal XVI secolo i PP. Gesuiti avevano aperto a Piacenza un Collegio Piacentino, presso la chiesa di San Pietro. Questa istituzione scolastica venne tolta ai religiosi e secolarizzata nel 1768 da Ferdinando di Borbone col nome di scuola di San Pietro, e in seguito parificata alle scuole statali del Ducato di Parma e Piacenza in forza della riforma di Maria Luisa d'Asburgo-Lorena del 1831.
Nel 1860 con l'annesione del Ducato di Parma e Piacenza al costituendo Regno d'Italia, la Scuola di San Pietro divenne il Regio Liceo Melchiorre Gioia, venendo sottoposta alla legge Casati.
Nel 1874 l'istituto abbandonò i locali del vecchio collegio gesuita, divenuti troppo stretti, e venne trasferito a Palazzo Anguissola sull'attuale via Taverna al civico 39.
Nel 1932 iniziarono i lavori per la costruzione dell'attuale sede, in via Risorgimento 1, di fronte al Palazzo Farnese, su progetto dell'architetto Mario Bacciocchi. Dopo la Riforma Bottai del 1940, al Regio Liceo vennero accorpate le neo-costituite scuole medie. Nel 1945 i locali del liceo vennero occupati dalle truppe tedesche e l'istituto venne spostato in un edificio sullo stradone Farnese. Dopo la guerra però la scuola ritornò nella sua sede, cambiando nome in Liceo Ginnasio "Melchiorre Gioia".
Nel 1982 la scuola ha attivato le sezioni di Liceo Linguistico e nel 1998 quelle di Liceo Scientifico.
Dal 1998 l'Istituto è stato scelto per la sperimentazione nazionale del "Progetto Autonomia".
Con più di 1300 alunni, il liceo Gioia è l'istituto più frequentato della provincia di Piacenza.